# Shorea farinosa
Shorea farinosa là một loài thực vật thuộc họ Dipterocarpaceae. Loài này có ở có thể cả Malaysia, Myanmar, và Thái Lan.